# Vidrio soplado

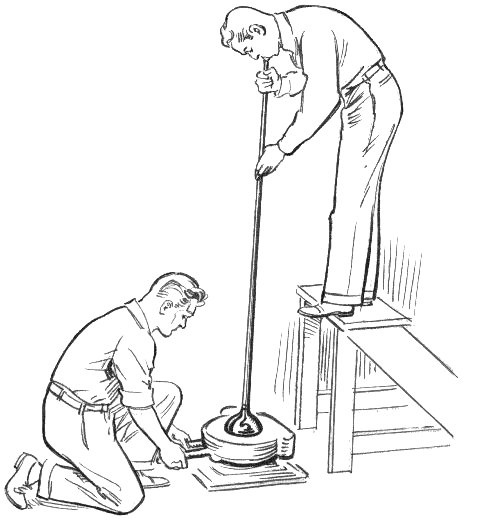
Soplado artesanal.

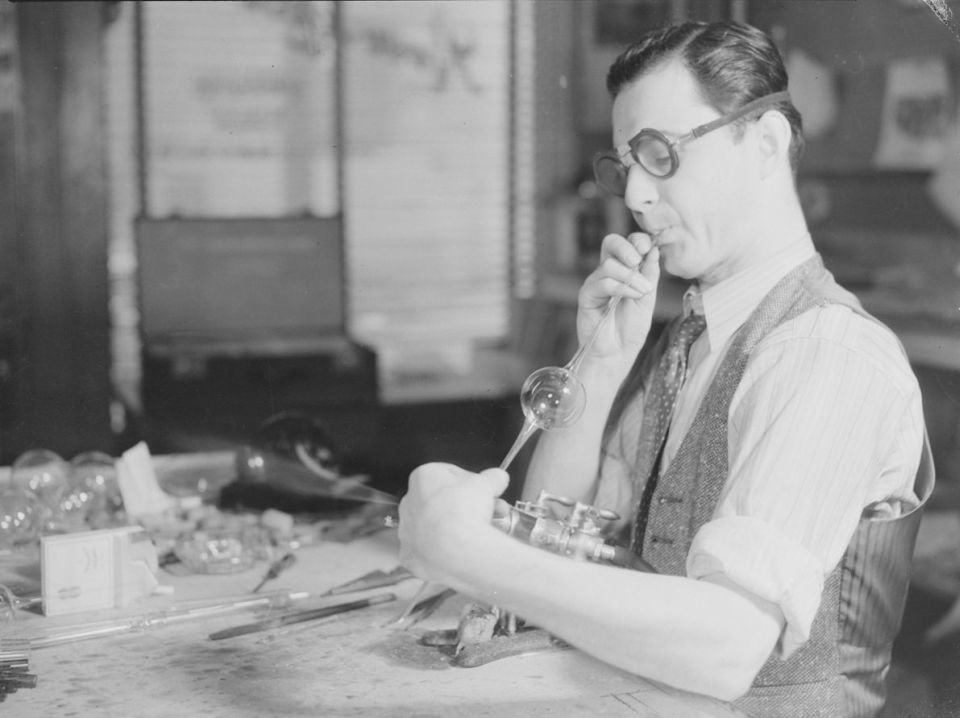
Soplador de vidrio Romeo Lefebvre en su taller de Montreal de 1942.

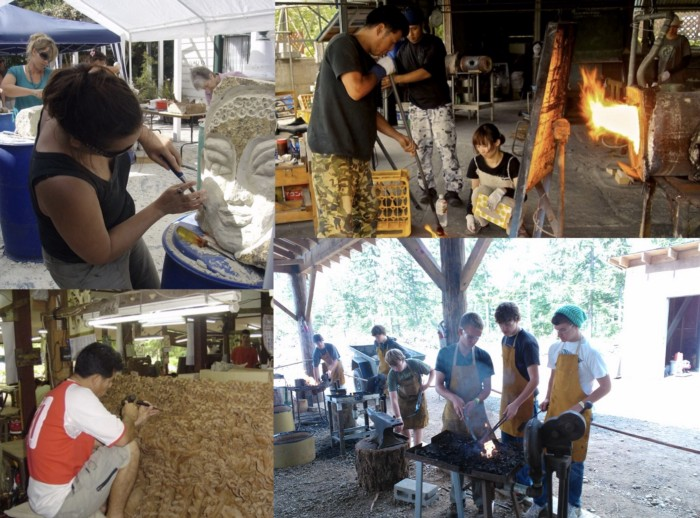
Vivir en nuestros materiales

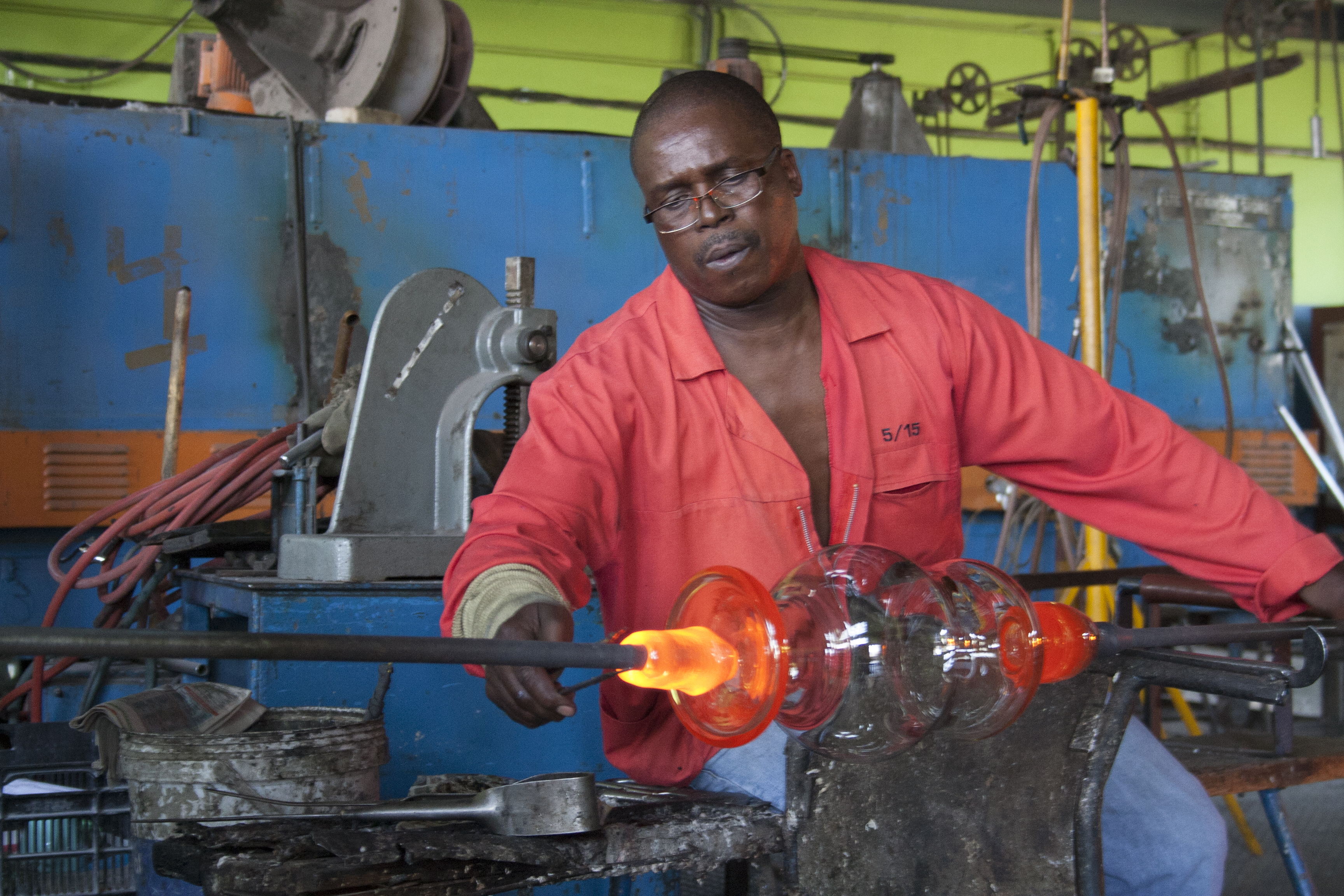
Vidrio soplado

Se denomina Soplado de vidrio a la técnica de fabricación de objetos de vidrio mediante la creación de burbujas en el vidrio fundido. Estas burbujas se obtienen inyectando aire dentro de una pieza de material a través de un largo tubo metálico por medio de una máquina o bien de forma artesanal soplando con una caña, soplandopor el otro extremo, con esta técnica se moldea el vidrio con papel mojado o con madera en forma de cuenco llamado mayocha. Es un sistema parecido al que se utiliza para hacer las burbujas de jabón.

## Fases de la producción
Los componentes se llevan a la temperatura en un horno que generalmente tiene la forma de cúpula y que tiene tres partes:
- La parte inferior que alberga el combustible.
- La parte intermedia donde se coloca la mezcla que se funde.
- La parte superior, denominada cámara de recocido, en la que los productos se dejan enfriar lentamente hasta alcanzar la temperatura ambiente.

La pasta vítrea está en contacto con el exterior por una abertura dispuesta alrededor del horno, en primer lugar se le da a la pasta una forma cilíndrica y posteriormente el operario toma una pequeña cantidad de pasta con la caña que suele tener entre un metro y un metro cuarenta y cinco de longitud, y a través de ésta el artesano comienza a soplar para darle al objeto la forma deseada, de manera que el objeto no pierda nunca la maleabilidad que le produce el calor del horno. En esta fase se pueden utilizar moldes que aceleran el proceso de soplado, al realizarlo directamente en los moldes. Una vez terminado este proceso de modelado, el objeto de vidrio es colocado en el horno de recocido donde se continúa cociendo a temperaturas más bajas y de forma gradual para evitar resquebrajaduras o roturas debidas a cambios bruscos de temperatura.

## Historia
Su primer uso, que se remonta a tiempos muy antiguos, era para objetos de bisutería. Añadiéndole diversos minerales durante el fundido se obtenían cuentas de diferentes colores, tamaños y formas. 
Se desconoce con precisión el origen de esta técnica, los datos más antiguos conocidos se remontan a la zona de Siria, hacia el siglo I a. C., difundiéndose por todo el Mediterráneo, a través del Imperio Romano.
En España, uno de los principales exponentes del soplado de vidrio fue don Faustino Martín Plaza (1932-2007), el cual ganó el I Concurso Interprovincial de Soplado de Vidrio Químico en el año 1973.

## Soplado al borosilicato y reciclado
Actualmente se emplean dos tipos principales de vidrio para la técnica del soplado:
- Vidrio al borosilicato
- Vidrio reciclado - Reciclaje de vidrio

En ambos las técnicas son artesanales, y requieren de una gran destreza, dada la fragilidad y elevada temperatura del vidrio. Con esta técnica se fabrican el "cristal de Murano".[cita requerida]

### Vidrio al borosilicato
Comúnmente conocido con el nombre de la marca comercial "Pyrex", este vidrio se emplea para la confección de pipas, aretes, pulseras, collares y bisutería; instrumental de laboratorio, como probetas y matraces, y tubos de neón en rótulos publicitarios.[cita requerida]
Es un tipo de vidrio más resistente que el vidrio común, con una resistencia química muy buena al agua, ácidos (menos al ácido fluorhídrico y fosfórico caliente), soluciones de sal y disolventes orgánicos. También resiste altas temperaturas sin deformarse, sin hacerlo por debajo de 550 °C.
Esta técnica artesanal emplea herramientas como máquinas de gas butano o propano y oxígeno, tenazas, pinzas, gomas de soplado, tornos, máquinas de corte y los hornos para el templado del vidrio. Los colores de los vidrios se obtienen del cristal pyrex coloreados previamente (de fábrica).
Para poder hacer una artesanía con esta técnica, se necesita fundir el cristal pyrex hasta llegar a unos 2000 °C, con los que se pueda moldear libremente.
Para dar forma al volumen interior, muchas veces se utiliza un tubo metálico que perfora el cristal, y se infla a pulmón, debiendo calibrar el artesano el aire necesario según el diámetro de la burbuja o la forma que quieran hacer. Cuando la pieza es muy grande, se suplen los pulmones con la ayuda de un compresor.

### Vidrio soplado reciclado
Para poder fundir el vidrio se necesita una temperatura de 2000 °C para que tome un comportamiento viscoso y cristalino, con el cual se podrá trabajar con facilidad. Muy líquido sería imposible de trabajar al igual que muy viscoso.
Se vierten cargas de vidrio en un horno (en artesanía, comúnmente construido con ladrillos  refractarios), y después de vertidas las cargas se inicia el "derretido" del vidrio.
Para poder tomar el vidrio se utiliza un tubo cilíndrico de acero hueco o caña, previamente calentada en su extremo y alejado del operario, para poder estar a la misma temperatura del vidrio y prevenir así el choque térmico, que dificultaría su adhesión al vidrio. Se introduce en el depósito de vidrio derretido del horno. Una vez introducida la caña se le da vueltas al tubo sobre su propio eje para poder obtener la mayor cantidad de vidrio según la pieza a fabricar.
Una vez tomada la masa de vidrio se procede a darle una forma esférica sobre una placa de acero, para poder manejar mejor (todo esto girando la masa sobre lo ancho o largo de la placa). Al tener la forma deseada, se pasa a soplar a través de la caña la bola de vidrio para poder darle la dimensión deseada. Después se pasa a un molde de acero en grano y se procede a soplar con fuerza dentro de la pieza dentro del molde para poder darle la forma deseada. En producciones mayores como vasos, copas, jarras o floreros es necesario un molde para poder agilizar la producción. Cuando se obtiene la forma deseada, se corta de un extremo con un simple golpe en la caña, dejando caer la pieza sobre un contenedor previamente acondicionado con tela de asbesto en su parte inferior y arena sílice de un grano bien grueso, todo esto con la finalidad de que la parte donde se unía el tubo con la pieza de vidrio soplado sirva como boca de alguna pieza. Una vez que se deposita, con otro tubo previamente calentado a la temperatura del vidrio en el contenedor a 900 °C, se toma de la parte donde no está la abertura y se introduce al horno por una de sus bocas para poder calentar la pieza y así poder trabajarla. Una vez teniendo la temperatura deseada, se abre poco a poco el orificios con unas tenazas para darle un diámetro superior al inicial. Después de obtenido el diámetro calculado, se utiliza un madero cubierto de papel periódico (previamente humedecido con agua), y se le da la forma a la boca, según se desee.
Después de terminada la pieza, se le colocan las aplicaciones deseadas y se pasa a un horno de temple para poder disminuir la temperatura poco a poco y este agarre características especiales (según el método del templado) como dureza y tenacidad.

## Patrimonio Cultural Inmaterial de la Humanidad
En diciembre de 2023, la UNESCO declaró el vidrio soplado como Patrimonio Cultural Inmaterial de la Humanidad.